# Irenaeus
Irenæus av Lyon (grekiska Εἰρηναῖος), född cirka 130 i Smyrna, död 202 i Lugdunum, var en grekisk biskop och martyr. Irenæus vördas som helgon inom den Romersk-katolska kyrkan och de Östliga ortodoxa och Orientaliska ortodoxa kyrkorna.
Han var den förste som valde ut Matteus, Markus, Lukas och Johannes respektive evangelier som tillförlitliga, det vill säga de fyra evangelier som kom att ingå i Bibeln sedan år 397. Hans minnesdag firas den 28 juni. Irenæus räknas till kyrkofäderna.

## Biografi
Irenæus var lärjunge till Polykarpus och verkade som präst i Lyon (dåvarande Lugdunum i Gallien). Han sändes av församlingen till Rom, (177 eller 178) med ett brev rörande montanismen till påven Eleutherus. Efter hemkomsten kom han att efterträda Pothinus och blev därmed Lyons andre biskop.
I sina två mest kända skrifter Mot heresierna (Adversus Hæreses, svensk översättning av Olof Andrén 2016) och Bevis för den apostoliska förkunnelsen (svensk översättning av Olof Andrén 1997, ny upplaga 2007) går Irenæus först och främst till angrepp mot den judisk-kristna gnosticismens olika läror och argumenterar för att den kristna församlingen bevarat apostlarnas förkunnelse på ett trovärdigt sätt. Bland annat hävdade han att gnostikerna påstod sig ha fler evangelier än vad som verkligen fanns enligt hans mening. I sin skrift Vederläggande av den förevigade visheten (cirka 180) fördömde han alla okristna, kätterska och hedniska läror med orden "en avgrund av dårskap och av hädelse mot Kristus".
Irenæus verkade för att kyrkan skulle kanonisera de fyra evangelier som redan under hans levnad var allmänt erkända och överlägset mest brukade runt om Medelhavet: Matteus, Markus, Lukas och Johannes. Nuvarande kanon fastställdes senare på initiativ av Athanasius, biskop i Alexandria, som fick de moderna 27 böckerna i Nya Testamentet godkända av konciliet i Kartago år 397.
Irenæus var en av dem som formulerade de teologiska grunderna för kristendomen, men han var varken först eller allena i detta. Snarare satte han en allmänt vedertagen tradition på pränt. Hans arbete med att systematisera och avgränsa kristendomens lära var på många sätt avgörande för kyrkans fortsatta växt i den religiöst pluralistiska miljö som romarriket utgjorde.

## Evangelisternas symboler
Förutom att befästa de fyra evangelisterna som tillförlitliga gav han evangelisterna deras symboler. Evangelisterna fick symboliseras av bevingade väsen med koppling till deras respektive evangeliers inledande verser. Markus kopplades till ett bevingat lejon eftersom hans evangelium börjar med berättelsen om hur Johannes Döparen ropar som ett lejon i öknen. Lukas evangelium inleds med hur Johannes Döparens far Sakarias offrar i templet och en bevingad oxe får representera offerdjuret. Johannes symboliseras med en örn eftersom den ansågs vara den fågel som flög högst och hans evangelium börjar med att tala om Guds ord och de ansågs komma ovanifrån. Matteus evangelium inleds med Jesu släktträd, vilket är den mänskliga delen av Jesus. Därför fick en bevingad människa representera Matteus.